# アクセス・アイ
アクセス・アイ（アクセスアイ）は、大阪府大阪市に本社を置く会社。e-gov電子申請とのＡＰＩ連携ソフトの開発・販売及び障がい者支援のサテライトオフィス事業、胡蝶蘭の生産事業を行っている。本社は、大阪市阿倍野区

## 開発ソフト
- e-先輩：
- アイラブ電子申請：e-gov電子申請において、外部連携API対応ソフトウェア・サービスとして紹介されている21種類のソフトのうちの一つ[1]。e-gov電子申請とＡＰＩ連携し、社会保険・労働保険の電子申請手続きを行うことができる。

## 障がい者雇用支援
農業（胡蝶蘭生産）施設の一部を法定雇用率を満たしていない企業に貸し出し、賃借企業は同施設で障がい者を雇用することで、法定雇用率を充足する仕組みを提供している。現在、日本で同様の事業を行っているのは、10社程度である。